# L'Indésirable Monsieur Donovan
Pour plus de détails, voir Fiche technique et Distribution.
L'Indésirable Monsieur Donovan (titre original : Cover Up) est un film noir américain réalisé par Alfred E. Green, sorti en 1949.

## Synopsis
Détective privé pour une compagnie d'assurances, Sam Donovan reçoit pour mission d’éclaircir les circonstances du suicide d'un de leurs clients, Roger Phillips. Mais ce dernier doute de son acte car l'exhumation du corps révèle deux impacts de balles. Venu dans la petite ville du défunt pour enquêter, Donovan se heurte vite à l'hostilité du shérif Larry Best. Le détective sent que les habitants, qui refusent de coopérer avec lui, cachent quelque chose et ils refusent de parler de meurtre à propos de Phillips, détesté par toute la communauté. Seule la ravissante Anita Weatherby est prête à briser le silence de la ville et seconde Donovan dans son investigation. Celle-ci découvre notamment un pistolet caché son père et qui n'est d'autre que l'arme du  crime. 

## Fiche technique
- Titre original : Cover Up
- Titre français : L'Indésirable monsieur Donovan
- Réalisation : Alfred E. Green
- Scénario :  Jerome Odlum et Dennis O'Keefe (crédité comme Jonathan Rix)
- Montage : Fred W. Berger
- Musique : Hans J. Salter
- Photographie : Ernest Laszlo
- Production : Ted Nasser
- Société de production et distribution : United Artists
- Pays de production :  États-Unis
- Langue originale : anglais
- Format : couleur
- Genre : noir et blanc
- Durée : 83 minutes
- Date de sortie : 
  - États-Unis : 25 février 1949

## Distribution
- Dennis O'Keefe : Sam Donovan
- William Bendix : shérif Larry Best
- Barbara Britton : Anita Weatherby
- Art Baker : Stu Weatherby
- Ann E. Todd : Cathie Weatherby
- Doro Merande : Hilda
- Virginia Christine : Margaret Baker
- Helen Spring : Bessie Weatherby
- Ruth Lee : Mme Abbey
- Henry Hall : le maire
- Russell Arms : Frank Baker
- Dan White : Gabe
- Paul E. Burns : M. Abbey
- Emmett Vogan : Blakely
- Jamesson Shade : le monteur
- Jack Lee : Addison
- Worden Norton : le fossoyeur